# Le Rialet
Le Rialet é uma comuna francesa na região administrativa de Occitânia, no departamento de Tarn. Estende-se por uma área de 7,64 km². Em 2010 a comuna tinha 55 habitantes (densidade: 7,2 hab./km²).